# Jean-François Rauzier
Pour les articles homonymes, voir Rauzier.
Jean-François Rauzier, né en 1952 à Sainte-Adresse, est un photographe plasticien français. Il vit et travaille à Paris. Il est le créateur de l'Hyperphotographie.

## Biographie
En 1976, Jean-François Rauzier intègre l’École nationale supérieure Louis-Lumière. Il exerce pendant 30 ans en tant que photographe publicitaire, tout en développant en parallèle un travail créatif personnel.
Précurseur de l’assemblage numérique, c’est en 2002 que son travail artistique prend une tournure radicale : il invente le concept de l’Hyperphoto et y trouve l’aboutissement de sa démarche. Ce concept lui permet l’impossible : conjuguer l’infiniment grand et l’infiniment petit dans une même image, hors du temps. C’est dans la juxtaposition, la duplication, la torsion… des images qu’il trouve le moyen de reproduire le plus fidèlement la vision humaine, générant un véritable puzzle numérique dont les pièces, détourées, « redessinées », se greffent au fur et à mesure au gré de l’imagination de l’artiste.
De cette technique nait une multitude de détails passionnants et insolites sur lesquels le spectateur peut s’attarder. Elles traduisent une invitation au voyage intérieur, dans des univers oniriques, fantastiques et intemporels. Ces mondes sont peuplés de figures et de références issues du panthéon culturel de l’artiste.

## Démarche artistique
Créateur hors-norme d’un monde onirique postmoderne, Jean-François Rauzier s’interroge à travers ses Hyperphotos sur le devenir de notre patrimoine. Avec ses mondes chimériques, il offre une réflexion sur notre perception du monde et sur les grands thèmes fondateurs de nos sociétés : la culture, la science, le progrès, l’oppression, l’écologie, l’utopie, la liberté, le salut…
Reconnu pour ses architectures imaginaires et pour ses nombreuses références culturelles et populaires,il transforme ainsi les vestiges bâtis en véritables utopies et questionne sur la ville de demain, sur notre place dans le monde moderne, à travers des schémas de construction différents. Qualifié de « ré-enchanteur du réel » par le critique d’art et commissaire d’exposition Damien Sausset et rattaché au courant des artistes « baroques numériques » par le commissaire d’exposition Régis Cotentin, il est exposé dans diverses institutions internationales (Fondation Annenberg de Los Angeles, Palais des Beaux-Arts de Lille, MOMA de Moscou, Centre culturel du Botanique de Bruxelles, etc.) et il est présent dans les collections d’art contemporain (Louis Vuitton, Institut Culturel B. Magrez, Ville de Versailles, etc.).
Passionné de voyages, il réinterprète les patrimoines architecturaux des pays et des villes qu'il a parcourus : Kazakhstan (2016), Azerbaïdjan (2016), Brésil (2015), Beijing (2012), Russie (2011), Espagne (2011), Abu Dhabi (2011), Détroit (2011), Istanbul (2010), Versailles (2009).

## Projets artistiques
Projet Hiperfoto Brasil
Une tournée d’expositions dans les plus grands musées brésiliens qui a débuté en 2015 au musée d’Histoire nationale de Rio et se poursuit en 2016 et 2017 à Brasilia, Salvador et São Paulo. Jean-François Rauzier présente les images que lui ont inspiré chacune de ces villes capitales au cours de plusieurs séjours effectués en 2014 en terres brésiliennes.  Après Rio au Musée d’Histoire Nationale, c’est au tour de Brasilia d’accueillir la seconde exposition de l’artiste : une série singulière aux accents modernistes accueillie dans l’écrin exceptionnel du Musée National construit par Niemeyer.  Plus d’informations sur le projet sur son site officiel.
Gaité LyriqueParis Musique Club
À l’occasion de l’événement Paris Musique Club, qui se tient du 24 octobre au 31 janvier 2016, la Gaîté Lyrique explore les liens existants entre production sonore et arts visuels, avec un événement hors-cadre, mêlant cultures numériques et univers artistiques à travers des cartes blanches données à des collectifs et labels créatifs.  En collaboration avec le collectif Scale, l’œuvre Balade de Paris de Jean-François Rauzier donne lieu à une réalisation inédite qui invite le public à expérimenter et à investir un Paris augmenté : mapping vidéo, projection à 360° et réalité virtuelle. Une installation immersive et interactive de l’hyperphotographie, dans l’objectif de sublimer la musique actuelle à travers l’image et la lumière.  Après le succès de l’installation Balade de Paris débute une tournée à Montpellier au festival Tropisme. D'autres dates sont à venir en Asie et aux États-Unis.
Gares et Connexions
Gares & Connexions, l’activité SNCF dédiée au développement et à la valorisation des 3000 gares françaises, a pour missions d’améliorer la qualité du service offert aux voyageurs et d’enrichir leur quotidien, tout en faisant de la gare une nouvelle place publique. Elle a choisi depuis sa création de mettre l’art et la culture au cœur de cette démarche.  Partenaire référent des plus grands festivals photographiques, Gares & Connexions a également affirmé au fil des années sa prédilection pour la musique et l’art contemporain.  Printemps 2015, Gares & Connexions propose en collaboration avec L’art en direct – agence de communication par l’art contemporain – un voyage dans le New York du créateur de l’Hyperphoto, Jean-François Rauzier. Les voyageurs de la gare de Paris-Austerlitz sont invités à se promener dans plus de 75 mètres extraits de la plus grande photo réalisée par l’artiste à ce jour, City Never Sleeps. Plus de 80 000 clichés réassemblés et retravaillés composent cette fresque d’1 km de long.
Lille 3 000
Le projet culturel se propose d’explorer les richesses et les complexités du monde de demain. Pour sa 4e édition, qui se déploie du 26 septembre au 17 janvier 2015, l’association conçoit le projet Renaissance qui vise à présenter, de la Renaissance historique à la mutation du XXIe siècle, la vitalité du monde d’aujourd’hui. Dans ce cadre, l’exposition Detroit City donne l’occasion à Jean-Francois Rauzier d'investir deux espaces singuliers. À la gare Saint-Sauveur à Lille, l’artiste nous propose de découvrir sa "Balade de Détroit" :Une installation monumentale et immersive de 160 m de long ! À travers cette création, il s’interroge sur le devenir du patrimoine de cette ville. De contrastes en complexes, les décors apocalyptiques et les somptueux vestiges Art déco se partagent la mémoire d’une ville traumatisée. Arpentant les grands centres d’affaires à venir et les quartiers abandonnés, Jean-François Rauzier a composé sa balade au rythme de ces écarts. À la maison folie Hospice d’Havré, Jean-François Rauzier exposera ses contes de Détroit : une narration onirique aux accents fantastique où Jean-François Rauzier en maître du jeu nous pousse vers des zones obscures et inconnues à la géographie étrange mais curieusement familière.
Projet Versailles
Né de sa rencontre avec François de Mazières, maire de Versailles, ce projet a permis la création d’œuvres directement inspirées de la richesse du patrimoine architectural de la ville. Il offre une vision surprenante du patrimoine architectural et culturel de la ville de Versailles. De l'hôtel de ville à la Galerie du Ministère des affaires étrangères de la Bibliothèque en passant par la mythique Salle du Jeu de paume, le Potager du Roi et le château de Versailles.
Projet Arches
Véritable projet communautaire, Arches est organisé comme un conte moral.
À travers ses œuvres, il critique les civilisations postmodernes et analyse ses comportements dans ses Hyperphotos.

## Expositions
- Château de Vascœuil, 2020
- Hiperfoto Brasil, Museu Nacional Brasilia, curator Marc Pottier, du 19 avril au 5 juin 2016
- Nev Gallery, Solo show, Istanbul, 2016
- Gares et Connexions, Gare d'Austerlitz, City Never Sleeps, 2015
- Lille 3000 / Gare Saint-Sauveur, Détroit
- Chapelle de la visitation, Thonon-les-Bains, Être étonné, c’est un bonheur !, 2015
- Tourcoing, La maison Folie, exposition Contes de Détroit, 2015
- Hiperphoto Brasil, Museu de historia nacional, Rio, curator Marc Pottier, 2015
- Dali International photography exposition, Solo show, Chine, 2015
- La Gaité lyrique, Paris Music Club en collaboration avec le collectif Scale, 2015
- Waterhouse & Dodd gallery, Solo show, 2015
- Villa del Arte, Solo show, 2015
- Projet collaboratif avec Beat Assailant – La Gaité lyrique, 2014
- Waterhouse & Dodd Gallery, New Hyperphotos & Portraits[3], du 28 mai au 28 juin 2014, à New York.
- PhotoMed - Festival de la photographie méditerranéenne, Cités Englouties[4], du 22 mai au 15 juin 2014, à Sanary-sur-Mer.
- Villa del Arte gallery, Longue Histoire, du 18 avril 2014 au 31 mai 2014, à Barcelone.
- L'Institut Bernard Magrez, Rêves de Venise[5], du 23 mars au 21 juillet 2013, au Château Labottière à Bordeaux.
- Centre Culturel Botanique, Babel, du 1er mars au 21 avril 2013, à Bruxelles.
- Palais des Arts et du Festival, Arches[6], du 26 janvier au 31 mars 2013, à Dinard.
- Galerie Paris-Beijing, Jean-François Rauzier Hyperphotos[7], du 17 janvier au 2 mars 2013, à Bruxelles.
- Palais des beaux-arts de Lille, Babel, du 8 juin 2012 au 14 janvier 2013, à Lille.
- Galerie NEV, Jean-François Rauzier[8], du 11 mai au 9 juin 2012, à Istanbul.
- Galerie Paris-Beijing, Jean-François Rauzier Hyperphotos[9], du 3 mars au 18 avril 2012, à Pékin.
- Musée Lambinet, Jean-François Rauzier : HYPERVERSAILLES[10], du 28 janvier au 22 avril 2012, à Versailles.
- Waterhouse & Dodd Gallery, Jean-François Rauzier Hyperphotos[11], du 18 mai au 17 juin 2011, à Londres.
- Galerie Bailly, Jean-François Rauzier : Animals[12], du 3 mars au 30 avril 2011, à Paris.
- Musée des années 30, Outremondes à l'Espace 2030[13], du 16 avril au 5 septembre 2010, à Boulogne-Billancourt.
- Musée Altissia, Paris.

## Prix et récompenses
- 2008 : Prix Arcimboldo
- 2009 : Premier Prix de la Fondation d'entreprise B. Braun[14].
- 2010 : Prix Eurazeo[15].

## Collections publiques et privées
- Entrée collection de la ville de Lille
- Entrée collection de la ville de Paris
- Entrée collection Louis Vuitton
- Commande pour la collection Bernard Magrez[16] - Bordeaux
- Commande pour Chevrolet
- Commande Perrier pour Roland Garros
- Commande de l'Hôtel de ville de Paris pour sa bibliothèque - Paris
- Acquisition du News Museum Washington

## Publications
- Élisabeth Couturier et Damien Sausset, Jean-François Rauzier HyperVersailles, Terra Mare, 2012  (ISBN 2918677191)